# حرزینو
حَرزیَنو شهر و ناحیه‌ایی در ماد بود که در متون آشوری معاصر با سارگون دوم، نام آن ذکر شده‌است.
در سال ۷۱۶ پیش از میلاد، هنگامی که سارگن در ماد و سرزمین سکاها بود، از روسای چند شهر مادی، از جمله زَردوکَ در حرزینو، باج و خراج دریافت کرد. نام زَروکو، در زبان‌های ایرانی، زردوکَ، زَردوکَ از زَرَد (در هندی هرد) به‌معنای «قلب» مشتق شده‌است. در سال ۷۱۴ پیش از میلاد، همان زَردوکَ که در حرزینو واقع‌شده، در فهرست نمایندگان شهرهایی که به سارگون باج و خراج پرداختند، ذکرشده‌است. سارگون در این هنگام در پارسوآ بود. نام حرزینو در فهرست شهرهای مادی که به آشور خراج می‌پرداختند نیز ذکر شده‌بود.
به‌گفتهٔ ایگور دیاکونوف و حَیم تَدمُر، این فهرست در سال ۷۱۳ پیش از میلاد نوشته شده‌بود. مقایسهٔ این فهرست با مسیر گرفته‌شده به ماد توسط سارگن دوم در سال۷۱۶ پیش از میلاد مسیح در سنگ یادبودی توسط لویس لوین توضیح داده شده‌است.
مکان دقیق حرزینو بستگی به تعیین مرزهای غربی ماد دارد. به گفتهٔ لوین، حرزینو احتمالاً در محدودهٔ زاگرس و در مجاورت جادهٔ خراسان بزرگ واقع شده‌بود. مهرداد ملک‌زاده حرزینو را همان شهر هرسین امروزی دانسته‌است. با این حال، استدلال‌هایی در تأیید این نکته وجود دارد که حرزینو در شرق، در جلگهٔ همدان قرار داشته‌است.